# Kick-boxing light
 (février 2025).
Si vous disposez d'ouvrages ou d'articles de référence ou si vous connaissez des sites web de qualité traitant du thème abordé ici, merci de compléter l'article en donnant les références utiles à sa vérifiabilité et en les liant à la section « Notes et références ».
Le kick-boxing light désigne habituellement la version contrôlée du Kick boxing, accessible à tous les âges et niveaux. En compétition, elle se déroule, le plus souvent, sur un ring (un praticable de tapis est également utilisé).

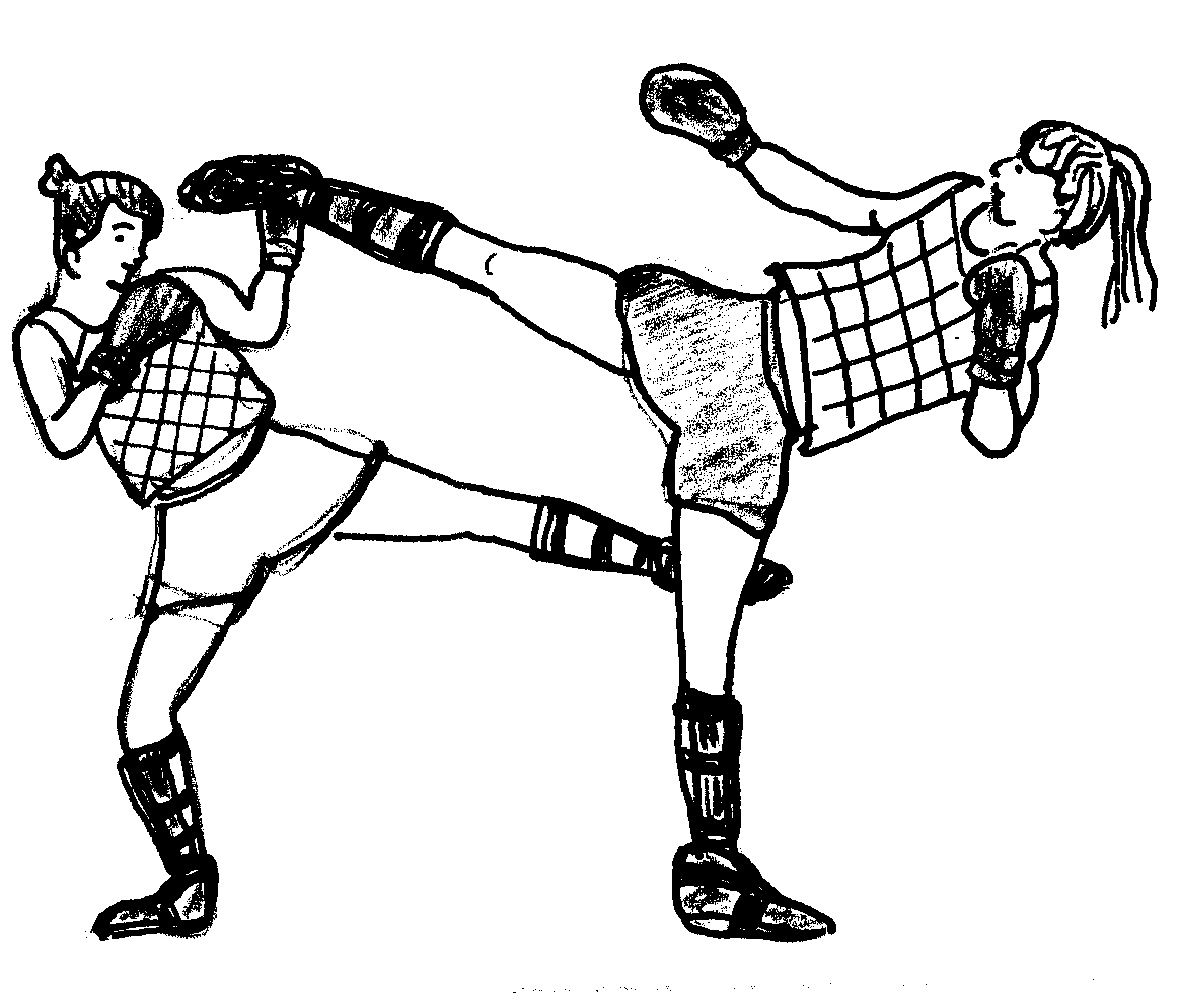
Féminines avec protections en version « light-contact » de la boxe birmane.

Cette expression désigne également la version contrôlée de la boxe birmane (Bando-kickboxing).
Le kick-boxing light est aussi une discipline développée par la fédération mondiale WKA. Celle-ci est une confrontation dite de « contact moyen » (« middle-style » ou « médium-contact » aux États-Unis), dans laquelle les techniques sont « lâchées » sans recherche de hors-combat ; contrairement au précombat européen où les coups sont portés réellement et également sans recherche de K.O.